# Central nuclear de Paluel
La Central nuclear de Paluel ( en francés: Centrale nucléaire de Paluel  ) es una de las 23 centrales nucleares de Francia. Se ubica en el término municipal de la comuna francesa de Paluel, en Normandía, departamento de Sena Marítimo. La central nuclear, compuesta por cuatro reactores de agua a presión (PWR) de 1330 MWe cada uno, está situada a unos 40 km de la ciudad de Dieppe y emplea a aproximadamente 1.250 trabajadores a tiempo completo. El operador de la central nuclear es la empresa francesa EDF. Se utiliza agua de mar del Canal de la Mancha para su refrigeración.

## Potencia
En total, la potencia instalada es de 5.528 GW, lo que la convierte en una de las mayores centrales nucleares de Francia. Por potencia eléctrica, ocupa el segundo puesto en Francia y el séptimo a nivel mundial. En promedio, suministra 32.000 millones de kilovatios-hora a la red eléctrica cada año.

## Seguridad
En el pasado, hubo problemas con la refrigeración de la planta debido al bloqueo del agua de refrigeración del Canal de la Mancha, lo que provocó una parada automática del reactor. El bloqueo fue causado en parte por macroalgas presentes estacionalmente, y EDF está buscando posibles soluciones para evitar su recurrencia con la compañía Gunderboom, Inc.
En abril de 2016, un generador de vapor de 450 toneladas se estrelló contra el suelo del reactor durante la parada de mantenimiento decenal de Paluel 2. Paluel 2 se desconectó en mayo de 2015, y el incidente retrasó su reinicio hasta julio de 2018 después del reemplazo del generador de vapor y la prueba completa de los daños en la planta.

## Reactores
| Bloque de reactor | Tipo | Potencia neta | Potencia total | Construcción | Acabado    | Puesta en carga | Con licencia hasta |
| ----------------- | ---- | ------------- | -------------- | ------------ | ---------- | --------------- | ------------------ |
| Paluel 1          | PWR  | 1.330 MW      | 1.382 MW       | 15.08.1977   | 22.06.1984 | 01.12.1985      | 2025               |
| Paluel 2          | PWR  | 1.330 MW      | 1.382 MW       | 01.01.1978   | 04.09.1984 | 01.12.1985      | 2025               |
| Paluel 3          | PWR  | 1.330 MW      | 1.382 MW       | 01.02.1979   | 30.09.1985 | 01.02.1986      | 2026               |
| Paluel 4          | PWR  | 1.330 MW      | 1.382 MW       | 01.02.1980   | 11.04.1986 | 01.06.1986      | 2026               |